# Irssi
Irssi ist ein freier IRC-Client auf Kommandozeilenbasis. Neben dem IRC-Protokoll wird mit Hilfe von Plugins auch SILC, ICB und XMPP/Jabber unterstützt. Irssi ist unter der GPL lizenziert und läuft auf Unix und unixoiden Systemen, unter Windows und auf macOS.
Im Gegensatz zu den meisten anderen IRC-Clients verwendet er keine grafische Oberfläche. Da ein Großteil des Quellcodes unabhängig von der zeichenorientierten Benutzerschnittstelle ist, existieren jedoch auch grafische Frontends wie
Irssix und MacIrssi für Mac OS X. Irssi besitzt eine perlbasierte Scripting-Engine, die eine Erweiterung der Kernfunktionalität ermöglicht, sowie auch Unterstützung für Python.
Mittels FiSH- oder OTR-Plugin ist es möglich, die Kommunikation im IRC zu verschlüsseln.